# Belba
Belba är ett släkte av kvalster som beskrevs av von Heyden 1826. Enligt Catalogue of Life ingår Belba i familjen Damaeidae, men enligt Dyntaxa är tillhörigheten istället familjen Belbidae.

## Dottertaxa tillBelba, i alfabetisk ordning[1][2]
- Belba aegrota
- Belba alleganiensis
- Belba alpina
- Belba aurata
- Belba barbata
- Belba clavasensilla
- Belba compta
- Belba cornuta
- Belba corynopus
- Belba crassisetosa
- Belba daghestanica
- Belba dubinini
- Belba flagellata
- Belba flammeisetosa
- Belba globiceps
- Belba helvetica
- Belba heterosetosa
- Belba interlamellaris
- Belba jacoti
- Belba limasetosa
- Belba macropoda
- Belba meridionalis
- Belba minor
- Belba minuta
- Belba mongolica
- Belba montana
- Belba paracorynopus
- Belba patelloides
- Belba pectinifera
- Belba prasadi
- Belba pulchra
- Belba rossica
- Belba sarvari
- Belba sasakawai
- Belba sculpta
- Belba sellnicki
- Belba servadeii
- Belba subtilis
- Belba tenuisetosa
- Belba unicornis
- Belba ursina